# Jwala Gutta

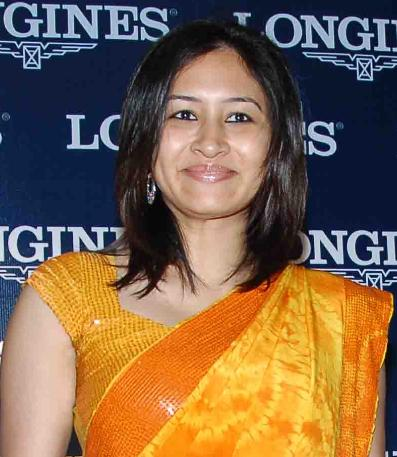
Jwala Gutta

Jwala Gutta (Hindi ज्वाला गुट्टा; * 7. September 1983 in Wardha, Maharashtra) ist eine erfolgreiche indische Badmintonspielerin.

## Karriere
2000 gewann Jwala Gutta ihren ersten Juniorentitel in Indien, gefolgt vom ersten Titel bei den Erwachsenen im gleichen Jahr. Im Damendoppel startete sie dabei mit Shruti Kurien, mit welcher sie auch alle ihre weiteren Erfolge im Damendoppel feierte. Mit Ehemann Chetan Anand Buradagunta gewann sie 2007 die Cyprus International.

## Sportliche Erfolge
| Saison | Veranstaltung                              | Disziplin   | Name                                   |
| ------ | ------------------------------------------ | ----------- | -------------------------------------- |
| 2000   | Indien: Einzelmeisterschaften der Junioren | Dameneinzel | Jwala Gutta                            |
| 2000   | Indien: Einzelmeisterschaften der Junioren | Damendoppel | Jwala Gutta / Shruti Kurien            |
| 2000   | Indien: Einzelmeisterschaften              | Damendoppel | Jwala Gutta / Shruti Kurien            |
| 2002   | Indien: Einzelmeisterschaften              | Damendoppel | Jwala Gutta / Shruti Kurien            |
| 2003   | Indien: Einzelmeisterschaften              | Damendoppel | Jwala Gutta / Shruti Kurien            |
| 2003   | Indien: Einzelmeisterschaften              | Mixed       | Pullela Gopichand / Jwala Gutta        |
| 2004   | Südasienspiele                             | Mixed       | Jaseel P. Ismail / Jwala Gutta         |
| 2004   | Indien: Einzelmeisterschaften              | Damendoppel | Jwala Gutta / Shruti Kurien            |
| 2005   | Indien: Einzelmeisterschaften              | Damendoppel | Jwala Gutta / Shruti Kurien            |
| 2005   | Indien: Einzelmeisterschaften              | Mixed       | Valiyaveetil Diju / Jwala Gutta        |
| 2005   | Welsh International                        | Mixed       | Valiyaveetil Diju / Jwala Gutta        |
| 2006   | Indien: Einzelmeisterschaften              | Damendoppel | Jwala Gutta / Shruti Kurien            |
| 2007   | Indien: Einzelmeisterschaften              | Damendoppel | Jwala Gutta / Shruti Kurien            |
| 2007   | Zypern: Internationale Meisterschaften     | Mixed       | Chetan Anand Buradagunta / Jwala Gutta |
| 2007   | Zypern: Internationale Meisterschaften     | Damendoppel | Jwala Gutta / Shruti Kurien            |
| 2008   | Indien: Einzelmeisterschaften              | Damendoppel | Jwala Gutta / Shruti Kurien            |
| 2008   | Indien: Einzelmeisterschaften              | Mixed       | Valiyaveetil Diju / Jwala Gutta        |
| 2008   | Nepal International                        | Mixed       | Valiyaveetil Diju / Jwala Gutta        |
| 2009   | Indien: Einzelmeisterschaften              | Damendoppel | Jwala Gutta / Ashwini Ponnappa         |
| 2009   | Indien: Einzelmeisterschaften              | Mixed       | Valiyaveetil Diju / Jwala Gutta        |
| 2010   | Commonwealth Games                         | Damendoppel | Jwala Gutta / Ashwini Ponnappa         |